# Mornay-sur-Allier
Mornay-sur-Allier település Franciaországban, Cher megyében. Lakosainak száma 417 fő (2022. január 1.). Mornay-sur-Allier Château-sur-Allier, Neuvy-le-Barrois, Sancoins, Langeron, Livry és Mars-sur-Allier községekkel határos.

## Népesség
A település népessége az elmúlt években az alábbi módon változott:
| Lakosok száma | 438  | 394  | 407  | 458  | 419  | 425  | 431  | 430  | 426  | 417  |
|               | 1968 | 1982 | 1990 | 2006 | 2013 | 2015 | 2017 | 2019 | 2020 | 2022 |